# Fransart
Fransart là một xã ở tỉnh Somme, vùng Hauts-de-France, Pháp.
Thị trấn này tọa lạc 20 dặm Anh về phía đồng nam của Amiens.

## Dân số
| 1962                                                         | 1968 | 1975 | 1982 | 1990 | 1999 |
| ------------------------------------------------------------ | ---- | ---- | ---- | ---- | ---- |
| 112                                                          | 117  | 90   | 106  | 116  | 121  |
| Số liệu điều tra dân số từ năm 1962, dân số không tính trùng |      |      |      |      |      |